# René-Yves Creston
Pour les articles homonymes, voir Creston.
René-Yves Creston, pseudonyme de René Pierre Joseph Creston, né le 25 octobre 1898 à Saint-Nazaire et mort à Étables-sur-Mer le 30 mai 1964, est un peintre, graveur, illustrateur, sculpteur et ethnologue français.
Il est nommé peintre officiel de la Marine en 1936.

## Biographie
Après des études à Ancenis et à Saint-Nazaire où il apprend le breton, René-Yves Creston perçoit deux bourses pendant quatre ans pour étudier à l’école des beaux-arts de Nantes, puis à l'École des Beaux-Arts de Paris,.

### Le mouvement Seiz Breur
En 1923, il est l'un des cofondateurs avec son épouse Suzanne Creston et Jeanne Malivel, du mouvement Seiz Breur (« Union des sept frères ») qui va réunir quelques dizaines d'artistes bretons voulant créer pour le plus grand renom de la Bretagne. L'article 1 des statuts stipule qu'ils doivent être « de sang breton ».
Plusieurs d'entre eux, dont Creston, décorent des salles du pavillon de la Bretagne à l'Exposition des Arts décoratifs de 1925 à Paris. Creston et Malivel y présentent des décors pour des meubles en bois. Après la mort de Jeanne Malivel en 1926, il devient le véritable coordinateur du mouvement Seiz Breur, et ce jusqu'en février 1944, sous le contrôle de l'occupant allemand, lorsqu'il cède sa place à Xavier de Langlais ; il en devient alors le président d'honneur. La paix revenue, Creston reprit les rênes du mouvement en janvier 1947, mais certains de ses membres s'étant compromis dans la collaboration avec les nazis, l'élan était définitivement cassé et la dernière manifestation à laquelle participèrent des Seiz Breur eut lieu à Paris en 1948.
En 1927, en collaboration avec le sculpteur Jules-Charles Le Bozec (1898-1973), encore élève aux Beaux-Arts de Paris, il dessine les costumes de trois pièces de théâtre : Ar C'hornandoned (Les Korrigans) de Job Le Bayon, Tog Jani (Le chapeau de Jeanne) d'Yves Le Moal, et Lina de Roparz Hemon, dont la première représentation a lieu en janvier 1927.
Il écrit dans Breiz Atao et aide à la parution des revues d'art Kornog (Occident) et Keltia. Il passe de la gravure sur bois à l’aquarelle ou à peinture à l’huile, travaille pour les faïenciers quimpérois, puis devient sculpteur. On lui doit une sculpture de Nominoë. Il illustre le livre Kan da Gornog de Youenn Drezen, pour lequel il crée une nouvelle typographie. En 1926, René-Yves Creston a encore laissé des illustrations gravées sur bois pour La Brière d'Alphonse de Châteaubriant.
Il prend part au Salon d'automne de 1928 où il présente la gravure sur bois Vent de Norvit.

### L'ethnologue
En 1929, René-Yves Creston effectue une campagne de pêche à la morue depuis Fécamp dans les parages de la Norvège, du Spitzberg et de l'Islande, ce qui l'amène à se tourner vers l'ethnologie, tout en gardant ses activités d'artiste engagé. Il contribuera au titre d'ethnologue à la conservation du patrimoine breton. Il participe à la décoration de la salle de la Marine marchande pour l'Exposition coloniale de 1931 à Paris, pour laquelle il réalise sa fameuse Mappemonde. En 1933, il embarque pour une croisière scientifique avec le commandant Jean-Baptiste Charcot sur le Pourquoi Pas ? en tant que peintre. En 1936, il devient peintre de la Marine et dirige le département de l'Arctique du musée de l'Homme à Paris.
Sa découverte des mers froides, et plus particulièrement sa campagne sur le chalutier fécampois Cap Fagnet, a été relatée dans un article détaillé d'Olivier Levasseur, docteur en histoire.

## La Seconde Guerre mondiale
René-Yves Creston affirme avoir adhéré aux Forces françaises libres dès le 2 août 1940, il prend en tout cas part à l'un des tout premiers réseaux de résistance,,. Selon l'historien américain Martin Blumenson, ou bien encore Anne Hogenhuis, il a participé au groupe dit réseau du musée de l'Homme. C'est ainsi que prend corps, au cours de l'été 1940, ce réseau, totalement structuré dès le mois d'octobre suivant. Fondée par un jeune linguiste du musée, Boris Vildé, un anthropologue, Anatole Lewitsky et la bibliothécaire, Yvonne Oddon, cette organisation recrute, à l'origine, en majorité parmi les intellectuels et les avocats, et associe différents groupes qui se sont créés spontanément, à l’instar du groupe du musée de l'Homme. Au fur et à mesure, le réseau s'accroît, sur la base de relations personnelles entretenues par les membres des différents noyaux. René-Yves Creston, sociologue au musée de l'Homme, est le premier à les rejoindre. Creston connaît Albert Jubineau, avocat membre d'un groupe anti-occupation au Palais de justice de Paris. Albert Jubineau entre lui-même en relation avec Séjournan, également fondateur d'un groupe anti-allemand,. « Il effectua trois voyages en Bretagne pour tenter d'établir des communications faciles avec l'Angleterre. Il recruta des sympathisants parmi ses connaissances. Il mit sur pied à Saint-Nazaire même un petit groupe — en lien avec le futur groupe Liberté, constitué de jeunes résistants nationalistes bretons, issu du PNB, et d'André Batillat, membre des Seiz Breur — chargé d'établir et de lui faire passer des plans détaillés des installations portuaires et de la base sous-marine que les Allemands avaient aménagées pour leur propre usage, en particulier des écluses commandant l’accès du bassin intérieur qui étaient vulnérables aux bombardements anglais. ».

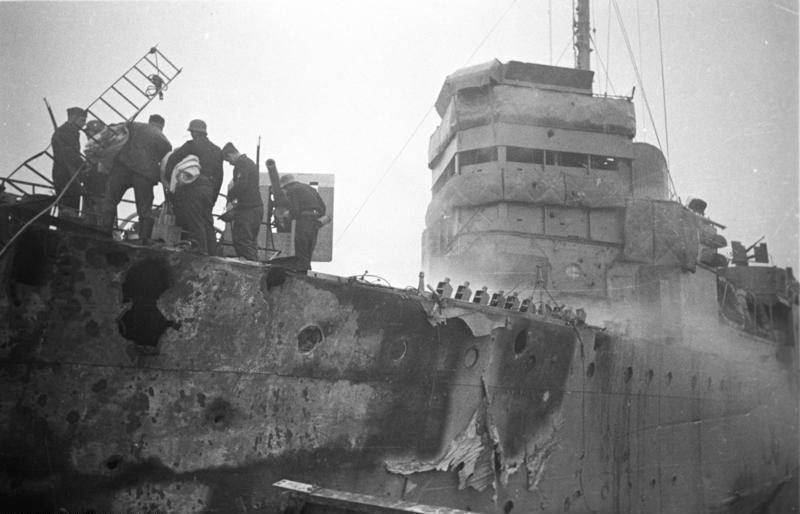
Le destroyer britannique HMS Campbeltown encastré dans la forme Joubert peu avant son explosion, 28 mars 1942.

Il a contribué à préparer l'opération Chariot : les renseignements précis sont fort utiles dans la préparation de « the Raid », selon les termes des spécialistes d'Outre-Manche.
Le 10 février 1941, les membres du groupe du musée de l'Homme sont arrêtés, puis fusillés. Creston se réfugie chez son directeur mais va se livrer le 11 février sur les conseils de celui-ci, persuadé qu'aucune preuve ne peut être apportée contre lui,, mais il est emprisonné. Il est finalement libéré le 12 juin sur intervention du Sonderführer Leo Weisgerber, sur la pression insistante de Roparz Hemon et de François Debauvais, trois personnages influents auprès des services secrets nazis en Bretagne. Il est astreint à résidence à Amanlis (près de Janzé), avec ordre de ne plus se rendre à Paris. Surveillé, il cesse semble-t-il toute activité de résistance à partir de cette date.
Exclu de la direction de l'Institut celtique de Bretagne et des Seiz Breur, il dénoncera à la Libération treize membres des Seiz Breur comme ayant été coupables de faits de collaboration.
Bertrand Frelaut et Denis-Michel Boël relèvent qu'il fournit des illustrations et des articles au journal pro-nazi L'Heure Bretonne, signés de son nom ou de son pseudonyme « Halgan ». Il était relativement fréquent que des résistants participent à la presse indépendantiste, selon Mona Ozouf, « un maquisard pouvait lire assidûment L'Heure bretonne, le journal du P.N.B. et participer à des sabotages ; un résistant pouvait continuer à fournir des articles culturels à la presse nationaliste. C'étaient des temps déraisonnables, féconds en parcours erratiques ». Sur un de ses dessins, Creston se réjouit des victoires allemandes, on peut lire en légende : « L’aube de l’ère nouvelle apporte aux Celtes une nouvelle espérance » ; « L’EUROPE VA SE RECONSTRUIRE : la débâcle des armées soviétiques prépare la défaite des Anglo-saxons ».
Il est un membre influent de l'Institut celtique de Bretagne qui regroupe l'élite culturelle de Bretagne. Il participe à la Radio Rennes Bretagne dirigée par Roparz Hemon, tout aussi collaborationniste que Radio Paris. À la Libération, le parcours de Creston lui vaut d'être inquiété par la Résistance :

« [Creston] dut subir l’interrogatoire de FFI peu convaincus de ses vertus résistantes. Il parvint néanmoins à se disculper et s’évertua ensuite à recueillir des témoignages en sa faveur, puis proclama son adhésion au Parti communiste français, affichant même à l’occasion une surprenante idolâtrie stalinienne. Il recourut également à quelques maquillages de précaution, avançant d’une année sa démission de l’ICB, maintenant imputée au rejet de sa dérive politique, caviardant son nom sur les exemplaires d’Histoire de notre Bretagne… »

— Daniel le Couédic, Ar Seiz Breur, Terre de Brume/Musée de Bretagne, p. 203.
Le 5 mai 1946, il reçoit le Certificat of Service signé du maréchal Bernard Montgomery pour son action au service des Alliés.

## Après la Seconde Guerre mondiale
Après la Seconde Guerre mondiale, il est l'un des successeurs de Yann Sohier à la présidence de l'organisation Ar Falz. En 1949, il intègre le CNRS et y mène des recherches ethnologiques sur les costumes des Bretons, en particulier des paysans, et est envoyé en mission à Naples et en Sicile.
En fin de carrière, il est chargé de réorganiser les musées d'ethnologie de Rennes (musée de Bretagne) et de Quimper (musée départemental breton) et finit son parcours à la direction du musée d'art et d'histoire de Saint-Brieuc.
René-Yves Creston meurt le 30 mai 1964 et est enterré à Saint-Nazaire, sa ville natale, au cimetière La Briandais (concession K 31, sépulture « Labour Creston, Reun Creston »).

## Œuvres
- Mappemonde, 1930
- Décor du 10, rue d'Argentré à Rennes, 1943

## Publications
- avec Paul Ladmirault, Jorj Robin skulter vrezon, e vuhez, e ober. Jorj Robin sculpteur breton, sa vie, son œuvre, Unvaniez ar Seiz-Breur, [plaquette commémorative éditée pour Keltia (Cahiers Interceltiques d'Art et de Littérature)], 1931.
- avec G. Jouan et P. Peron, Bretagne 38. Étude et statistiques sur l'économie bretonne, son rôle dans la France et dans le monde et sur les conditions de vie du peuple breton, avec nombreuses cartes et graphiques, par la section économique de Seiz Breur, pour le pavillon breton à l'Exposition de Paris 1937, Keltia, 1938.
- Charcot et le Pourquoi-pas, sans lieu, 1948.
- Les costumes des populations bretonnes, préface de Pierre-Roland Giot (5 vol.), Rennes, Laboratoire d'anthropologie générale, 1953-1961. [tome I : « Généralités » (1953) ; tome II : « La Cornouaille » (1954) ; tome III : « Le Léon, le Trégor, le Goëlo, la Bretagne médiane » (1959) ; tome IV : « Le Pays de Vannes, le Pays de Guérande, la Haute-Bretagne » (1961) ; fascicule additionnel : « Méthode pour l'étude des costumes populaires » (1959)].
- Journal de bord de saint Brendan à la recherche du paradis. Présenté et commenté par robert-yves (sic) Creston. P., éd. de Paris, 1957, illustrations de Creston [« Édition définitive et intégrale de la célèbre Peregrinatio Sancti Brendani… en n'oubliant pas que j'étais ethnographe et marin. Ainsi ai-je pu mieux comprendre ce que renferme le récit de ces navigations qui, sous le vernis de la légende et le voile d'or du merveilleux, apparaissent comme un véritable journal de bord, celui d'un homme de mer accompli »].
- La navigation de saint Brendan, Rennes, Terre de brume, 1996.
- La lutte bretonne à Scaer, Éd. BAS, 1957.
- Quatre siècles de mobilier breton, Musée de Saint-Brieuc, 1964.
- Le costume breton, Éd. Tchou, 1974 ; retirage en 1978.
- La tournée des calvaires, Musée de Saint-Brieuc.
- L'homme et la mer, Musée de Saint-Brieuc.
- Le costume breton, Musée de Saint-Brieuc.
- Série des saints bretons, gravures sur bois, 33 × 25 cm).
- Lexique du costume breton.

## Ouvrages illustrés
- Alphonse de Châteaubriant, La Brière, Fayard, Livre de demain, 1926 ; retirages en 1938 et 1946.
- Jeanne Coroller-Danio, Histoire de notre Bretagne, première édition illustrée par Jeanne Malivel, Dinard, Éd. de l'Hermine, 1932 ; nouvelle édition illustrée par Kreston.
- Youenn Drezen, Kan da Gornog, Brest, 1932.
- Jakez Riou, Keravel et Recouvrance, 13 planches, Keltia, 1932.
- Marc Elder, Le quai de la Fosse, Keltia, 1932.
- Édouard Peisson, Le Courrier de la Mer blanche, Fayard, col. « Livre de demain », 1935.
- Francis Carco, Verotchka l'étrangère, Fayard, col. « Livre de demain », 1939.
- Michel Geistdoerfer, Images ouessantines, Rieder, 1940.
- Youenn Drezen, Itron Varia Garmez, Brest, Skrid ha skeudenn, 1941 ; nouvelle éd. Al Liamm, 1977.
- Yann Sohier, Me a lenno, Rennes, Imp. centrale, 1941.
- Job de Roincé, Guionvac'h, légende bretonne en trois actes, d'après le roman de L. Kerardven, préface de Morvan Marchal, Rennes, Imp. du Nouvelliste, 1942.
- Jakez Riou, Dogan, Skrid ha skeudenn, 1943.
- Roger Vercel, Au large de l'Eden, Arc-en-ciel, 1945.
- Roger Vercel, La Hourie, Moulin de Pen-Mur, 1946.
- Youenn Drezen, Pemp pezh-c'hoari, Nantes, Skrid ha skeudenn, 1947.
- Georges-Gustave Toudouze, Le premier des globe-trotters, André Bonne, 1955.

## Exposition
- René-Yves Creston, du trait à la faïence, Suzanne Candré-Creston, du 13 avril au 28 septembre 2013 au musée de la Faïence de Quimper.